# 소강석
소강석(蘇康錫, 1962년 2월 22일 ~ )는 대한민국의 개신교 목사로 대한예수교장로회 (합동) 소속이다. 현재 새에덴교회 담임 목사로 재직하고 있다. 호는 우재(宇材), 지산(池山)이다.

## 학력
- 군산제일고등학교 (졸업)
- 광신대학교 신학과 (졸업)
- 개혁신학교 신학대학원 목회학석사
- 미국 낙스 신학 대학원 목회학박사
- 총신대학교 신학대학원
- 칼빈대학교 신학대학원 목회학석사
- 광신대학교 명예철학박사
- 백석대학교 명예신학박사
- 단국대학교 명예문학박사

## 경력
- 현. 새에덴교회 담임목사　  현. CBS 재단이사장
- 전. 한국교회총연합 대표회장
- 전. 대한예수교장로회총회(합동) 총회장
- 현. 한민족평화나눔재단 이사장
- 현. 한국교회법학회 이사장
- 현. 한국교회미래재단 이사장
- 현. 대한민국보훈문화사업회 이사장
- 현. 서울올림픽레거시포험 조직위원
- 현. 한국기독교140주년기념사업위원장 겸 상임대회장
- 현. 한국문인협회 회원(시인)
- 전. 민주평화통일자문회의 상임위원
- 현. 강원도 명예도지사
- 전. 국민문화재단 이사
- 현. CBS 재단이사
- 전. 대통령직속 사회통합위원회 지역위원
- 48회, 50회 대한민국국가조찬기도회 설교자
- (前) 조선일보, 매일경제, 경향신문, 한국경제, (現) 국민일보 칼럼니스트

## 수상

### 2011년
- 국민훈장 동백장
- 미국해외참전용사협회(V.W.F) 금훈장

### 2006년
- 한국기독교출판문화상 최우수상

### 2007년
- 마틴루터킹재단 국제평화상

### 2009년
- 기독교문화대상(문학부문)
- 문화체육관광부 장관 표창

### 2012년
- 자랑스러운 한국인 대상

### 2015년
- 한국교회 연합과 일치상
- 천상병귀천문학상 대상
- 국가보훈처 보훈문화상 개인상
- 대통령 표창

### 2017년
- 캄보디아 국왕 훈장
- 아시아문화경제대상 국제교류협력부문 대상
- 제33회 윤동주문학상

### 2018년
- 제34회 한국기독교출판문화상 최우수상
- 자랑스런 연세인 연신원상 문화예술부문 대상

- 트럼프 사회봉사상 금상수상

### 2022년
- 제1회 독립운동선양상

### 2023년
- 국가보훈부 보훈문화상(단체상)

### 2024년
- 제13회 황순원문학상
- 한국기독교140주년 한국교회대상(목회연합)

### 2025년
- 국민미션어워드 올해의 크리스천리더상

## 저서

### 1997년
- 맨발의 소명자 (규장)

### 2001년
- 엿장수 목회이야기(쿰란)

### 2002년
- 불붙는 영성을 회복하라 (디지털 시대의 영성)

### 2003년
- 비전의 가문을 세우라(요셉)-(쿰란)
- 영광의 가문을 세우라(야곱)-(쿰란)
- 교회의 영광을 회복하라-(쿰란)

### 2004년
- 신도시 목회의 성공키를 잡으라-(쿰란)
- 어젯밤 꿈을 꾸었습니다.- (쿰란)
- 맨발의 소명자(개정판)

### 2005년
- 정결한 영성에 생명을 걸어라 -(생명의 말씀사)
- 치유되지 않는 상처는 없다- (쿰란)
- 믿음을 자손대대로 전수하라- (쿰란)

### 2006년
- 신정주의 교회를 회복하라 (쿰란)
- 수많은 별들중 나를 택한 당신(시집)- (쿰란)
- 그대 지친 옷깃을 여미며(시집)- (쿰란)
- 회복과 부흥 -(쿰란)

### 2007년
- 하나님의 원하심 - (쿰란)
- 갈릴리여 첫 사랑의 추억이여(시집) - (쿰란)

### 2009년
- 꽃씨 (샘터) - 시선집이다.
- 아가서 강해(부르다 죽을 노래 아가)

### 2010년
- 하나님의 기대 (쿰란)
- 성소권- (쿰란)

### 2011년
- 꽃을 피우는 것을 꿈꾸는 나비 (예스위캔)
- 영혼의 글쓰기(목회자 글쓰기)
- 꽃을 피우는 건 꿈꾸는 나비
- 베두인의 눈으로 본 시23편 -(쿰란)

### 2012년
- 생명나무 (쿰란)
- 십자가를 체험하라 -(쿰란)

### 2013년
- 스펙을 넘어 스토리를 만들라 (쿰란)

### 2014년
- 거룩의 재발견 - (쿰란)
- 사닥다리 예배자 -(쿰란)
- 레위기의 산을 정복하라-(쿰란)

### 2015년
- 꽃씨 심는 남자 (샘터)
- 평화의 꽃길을 열어 주소서 -(쿰란)
- 생명언어 -(쿰란)
- 그대 최고의 인생을 살아라-(쿰란)
- 어느 모자의 초상(시집)- 문학공원

### 2016년
- 파도를 일으키는 바람을 보라-(쿰란)
- 안나가? 가나안?-(쿰란)
- 21세기 목회 뉴트렌드-(쿰란)

### 2017년
- 미래교회 서바이벌 - (쿰란)
- 오벧에돔 - (쿰란)
- 예수 마니아가 되라 - (쿰란)
- 별빛 언덕위에 쓴 이름 - (샘터)
- 다시 별 헤는밤(시집) - (샘터)
- 영혼의 진주를 사세요 - (쿰란)
- 새롭게 하소서 - (쿰란)

### 2018년
- 평화의 시가 통일의 꽃길되리라(시집) - (쿰란)

### 2019년
- 사막으로 간 꽃밭 여행자(시집) - (샘터)